# شهرستان هریس (جورجیا)
شهرستان هاریس، جورجیا (به انگلیسی: Harris County, Georgia) یک سکونتگاه مسکونی در ایالات متحده آمریکا است که در جورجیا واقع شده‌است.